# The Dillinger Escape Plan
The Dillinger Escape Plan – amerykańska grupa wykonująca szeroko pojętą muzykę rockową charakteryzującą się złożonością kompozycji i wpływami jazzu. Grupa powstała w 1997 roku w Morris Plains w stanie New Jersey w USA. Nazwa zespołu pochodzi od nazwiska przestępcy Johna Dillingera. Do 2010 roku ukazały się cztery albumu zespołu oraz kilka pomniejszych wydawnictw pozytywnie ocenianych zarówno przez fanów, jak i krytyków muzycznych.
Redakcja tygodnika New Musical Express określiła The Dillinger Escape Plan "najbardziej niebezpieczną grupą", a magazyn Kerrang! uznał za "najlepszy zespół koncertowy na naszej planecie".

## Historia

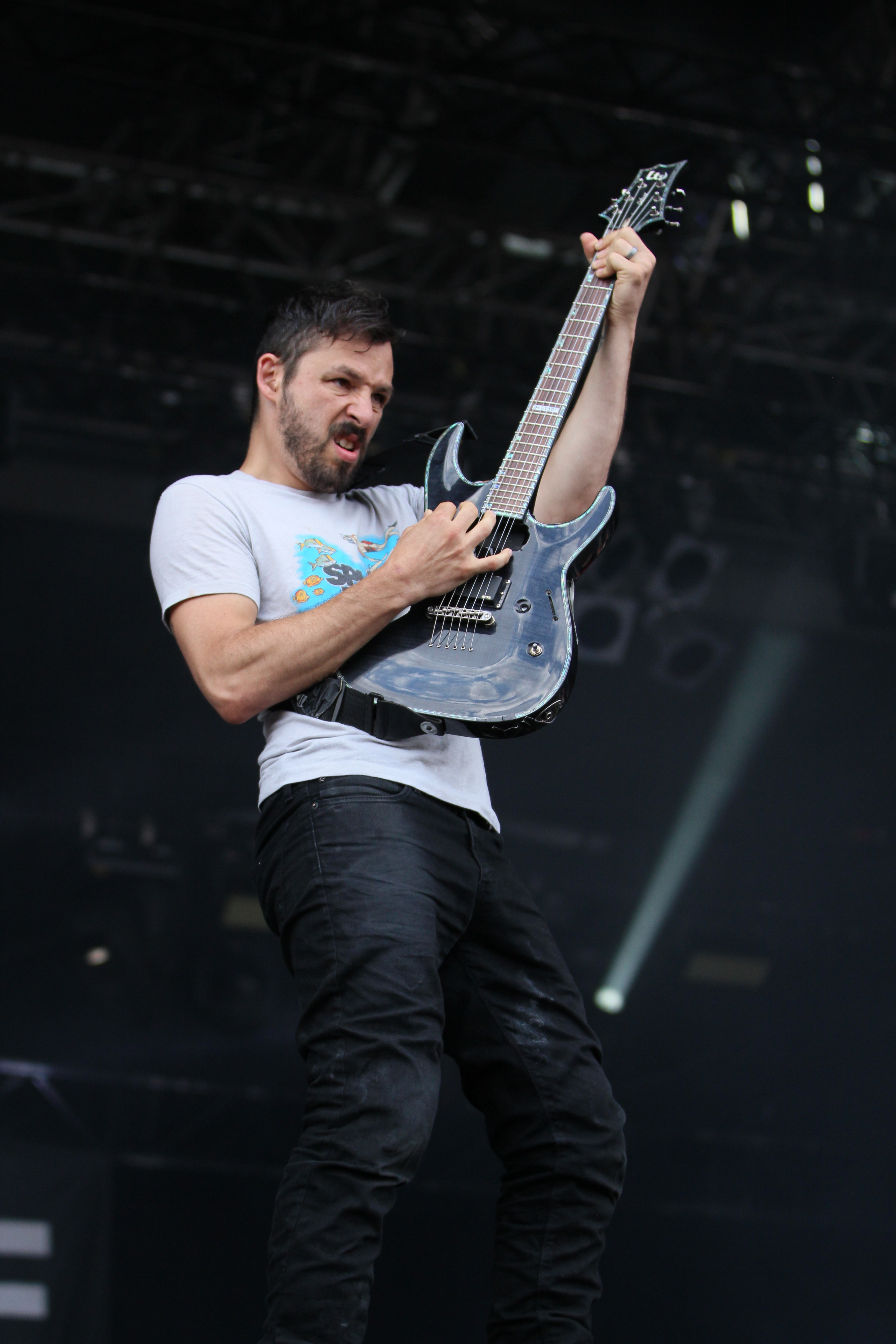
Ben Weinman, 2014

Zespół The Dillinger Escape Plan powstał w 1997 roku w Morris Plains w stanie New Jersey po rozwiązaniu tria rockowego Arcane. Wkrótce potem zespół nagrał demo The Dillinger Escape Plan, które ukazało się w formie minialbumu nakładem Now or Never Records tego samego roku. 22 października 1998 roku nakładem Relapse Records ukazał się drugi minialbum formacji pt. Under the Running Board. 
20 maja 1999 roku ukazał się split The Dillinger Escape Plan wraz z grupą Nora. 28 września tego samego roku nakładem Hydra Head Records ukazał się debiutancki album zespołu pt. Calculating Infinity. Również w 1999 roku ukazał się split nagrań The Dillinger Escape Plan wraz z Drowningman. Pod koniec 2001 roku do zespołu dołączył wokalista Greg Puciato, który zastąpił Dimitria Minakakisa. 
W marcu 2002 roku muzycy w nowym składzie odbyli europejską trasę koncertową poprzedzając występy System of a Down. 27 sierpnia tego samego roku nakładem Epitaph Records ukazał się trzeci minialbum pt. Irony Is a Dead Scene. Gościnnie na płycie partie wokalne zarejestrował Mike Patton znany z występów w grupie Faith No More. 3 stycznia 2003 roku ukazał się pierwszy album koncerty formacji pt. Cursed, Unshaven and Misbehavin': Live Infinity. 20 lipca 2004 roku nakładem Relapse Records ukazał się drugi album grupy pt. Miss Machine. Wydanie płyty poprzedził teledysk do utworu "Panasonic Youth" w reżyserii Josha Grahama. 
13 czerwca 2006 roku nakładem Relapse Records ukazał się czwarty minialbum zatytułowany Plagiarism. Latem 2007 roku z zespołu odszedł perkusista Chris Pennie, którego zastąpił Gil Sharon znany z występów w Stolen Babies. W nowym składzie zespół rozpoczął prace nad kolejnym albumem. 5 listopada tego samego roku nakładem Relapse Records ukazał się trzeci album zespołu pt. Ire Works. Gitarzysta Ben Weinman o płycie wypowiedział się w następujący sposób: "Od zawsze najważniejsza była dla nas swoboda wyrazu, możliwość pójścia w dowolnymi kierunku. Myślę też, że na tym albumie udało nam się w końcu określić nasz styl od początku do końca. Z tak zróżnicowaną muzyką czujemy się najlepiej. Są tu utwory niewiarygodnie szybkie, ale i zupełnie inne. Jesteśmy z tego bardzo dumni. Ta różnorodność to klucz do zrozumienia tego, co robimy".
W lipcu 2009 roku The Dillinger Escape Plan wystąpił w ramach festiwalu Knock Out Festival w Krakowie. Natomiast w sierpniu muzycy rozpoczęli nagrania nowego albumu. Prace zostały zakończone w listopadzie. Płyta została zrealizowana w kalifornijskim Orange County we współpracy z producentem muzycznym Steveem Evettsem. 23 marca 2010 roku nakładem wytwórni muzycznych Season of Mist i Party Smasher ukazał się czwarty album The Dillinger Escape Plan zatytułowany Option Paralysis. W ramach promocji wydawnictwa zrealizowany został teledysk do utworu "Farewell, Mona Lisa". Wokalista zespołu Greg Puciato o albumie wypowiedział się w następujący sposób: "Z całą pewnością to nasz najmroczniejszy album. Rozumiem przez to, że dobór tematyki tekstów, ale również samych dźwięków jest bardziej złowieszczy i zakręcony w porównaniu do naszych wcześniejszych produkcji. Nawet te bardziej melodyjne utwory są trudniejsze, bardziej intensywne i zgrzytliwe niż kiedyś. To właśnie oznacza dla mnie termin "ciężki". 14 maja 2013 roku ukazał się piąty studyjny album One of Us Is the Killer. Zespół odbył trasę koncertową promującą album po Europie, odwiedzając Polskę. Zespół zagrał dwa koncerty; 12 października w krakowskim klubie „Kwadrat”, a dzień później w warszawskiej „Progresji”.
Po zakończeniu tourne związanego z albumem Dissociation zespół zakończy swoją działalność.
Planowany koncert w Krakowskim klubie „Kwadrat”, który miał odbyć się 12 lutego 2017 został odwołany z powodu wypadku zespołu na drodze krajowej nr 1 koło Radomska.

## Muzycy

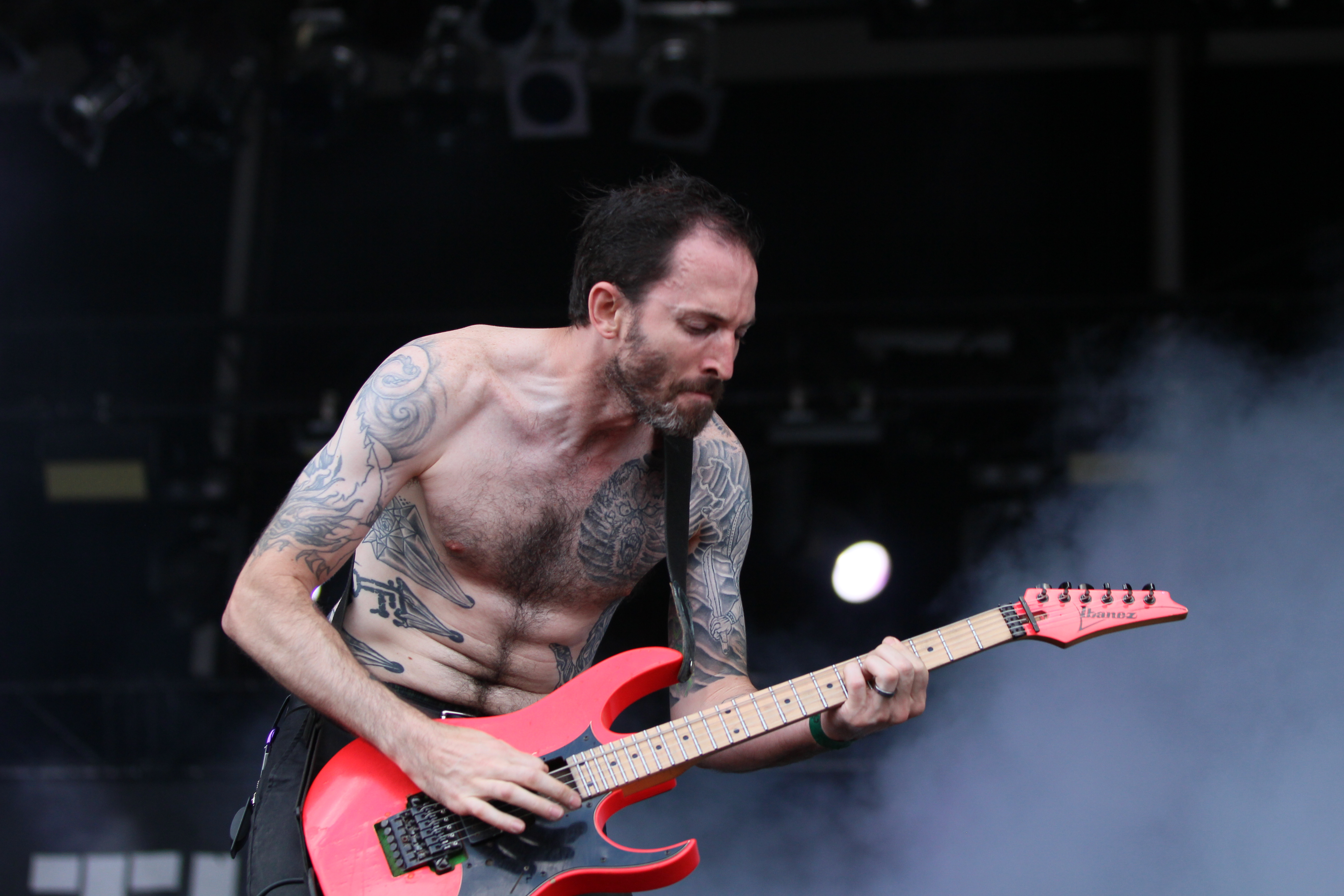
James Love, 2014

| Obecny skład zespołu - Greg Puciato – śpiew (od 2001) - Ben Weinman – gitara, instrumenty klawiszowe (od 1997) - Kevin Antreassian – gitara (od 2015) - Liam Wilson – gitara basowa (od 1999) - Billy Rymer – perkusja (od 2009) |  | Byli członkowie zespołu - Nathan R. Ossmann – śpiew (1997) - Dimitri Minakakis – śpiew (1997–2001) - John Fulton – gitara (1997–1999) - Derek Brantley – gitara (1997) - Brian Benoit – gitara (1999–2005) - Jeff Tuttle – gitara (2007–2012) - Gil Sharone – perkusja (2007–2008) - Chris Pennie – perkusja (1997–2007) - Jeff Wood – gitara basowa (1999) - Adam Doll – gitara basowa (1997–1999), elektronika (2001–2002) - James Love – gitara (2005–2006, 2012–2015) |

## Dyskografia
Albumy
| Calculating Infinity                    | - Data: 28 września 1999 - Wydawca: Hydra Head Records                  | –   | –   | –  | –   | –   | –  | –  |
| Miss Machine                            | - Data: 20 lipca 2004 - Wydawca: Relapse Records                        | 106 | –   | –  | 156 | 120 | –  | –  |
| Ire Works                               | - Data: 5 listopada 2007 - Wydawca: Relapse Records                     | 142 | –   | –  | 169 | 147 | –  | –  |

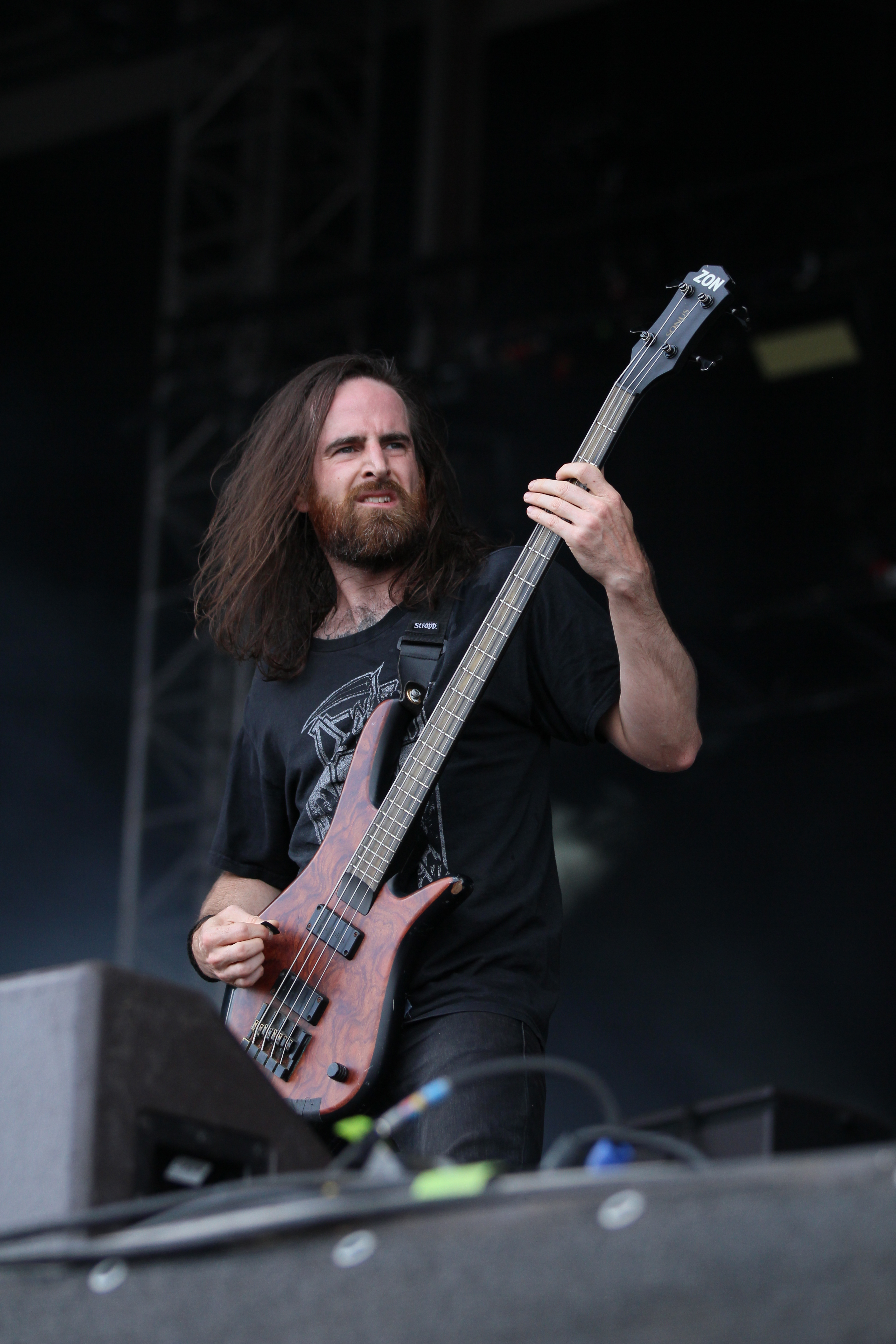
Liam Wilson, 2014

| Option Paralysis                        | - Data: 23 marca 2010 - Wydawca: Season of Mist, Party Smasher          | 78  | –   | 50 | –   | 107 | –  | –  |
| One of Us Is the Killer                 | - Data: 14 maja 2013 - Wydawca: Sumerian Records, Party Smasher         | 25  | 84  | 34 | 147 | 64  | 45 | 92 |
| Dissociation                            | - Data: 14 października 2016 - Wydawca: Sumerian Records, Party Smasher | 31  | 100 | –  | 177 | 47  | 14 | 60 |
| „–” oznacza, że album nie był notowany. |                                                                         |     |     |    |     |     |    |    |

Minialbumy
| The Dillinger Escape Plan               | - Data: 1997 - Wydawca: Now or Never                    | –  | –  | –   |
| Under the Running Board                 | - Data: 22 października 1998 - Wydawca: Relapse Records | –  | –  | 194 |
| Irony Is a Dead Scene                   | - Data: 27 sierpnia 2002 - Wydawca: Epitaph Records     | 19 | 16 | 19  |
| Plagiarism                              | - Data: 13 czerwca 2006 - Wydawca: Relapse Records      | –  | –  | –   |
| „–” oznacza, że album nie był notowany. |                                                         |    |    |     |

Splity
| Tytuł                                   | Dane dot. albumu                             |
| --------------------------------------- | -------------------------------------------- |
| The Dillinger Escape Plan / Nora        | - Data: 20 maja 1999 - Wydawca: Ferret Music |
| The Dillinger Escape Plan / Drowningman | - Data: 1999 - Wydawca: Hydra Head Records   |

Albumy koncertowe
| Tytuł                                           | Dane dot. albumu                                   |
| ----------------------------------------------- | -------------------------------------------------- |
| Cursed, Unshaven and Misbehavin': Live Infinity | - Data: 3 stycznia 2003 - Wydawca: Relapse Records |

## Teledyski

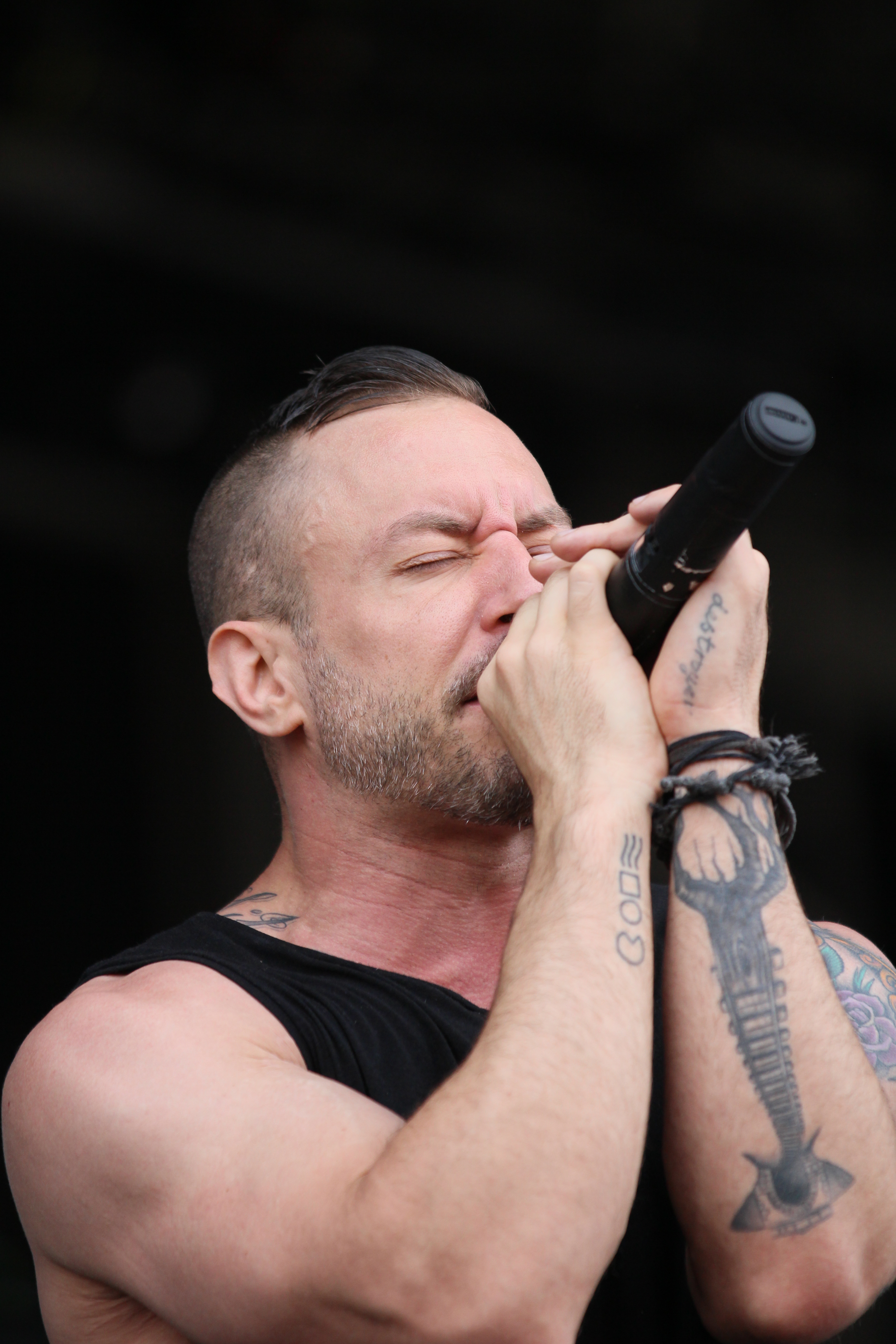
Greg Puciato, 2014

| Tytuł                             | Rok  | Reżyseria         |
| --------------------------------- | ---- | ----------------- |
| "The Mullet Burden"               | 1998 | J.D. Panyko       |
| "Panasonic Youth"                 | 2004 | Josh Graham       |
| "Setting Fire to Sleeping Giants" | 2004 | Dale Resteghini   |
| "Unretrofied"                     | 2005 | Josh Graham       |
| "Milk Lizard"                     | 2008 | Ilan Sharone      |
| "Black Bubblegum"                 | 2008 | Ilan Sharone      |
| "Farewell, Mona Lisa"             | 2010 | Cesar Ochoa       |
| "Gold Teeth on a Bum"             | 2011 | Salvatore Perrone |
| "Parasitic Twins"                 | 2012 | David Merenyi     |
| "When I Lost My Bet"              | 2013 | Mitch Massie      |
| "One of Us Is the Killer"         | 2013 | Mitch Massie      |
| "Happiness Is a Smile"            | 2014 | Mitch Massie      |
| "Paranoia Shields"                | 2015 | Mitch Massie      |

## Nagrody i wyróżnienia
| Rok  | Kategoria              | Tytułem                   | Nagroda                     | Nota      | Źródło |
| ---- | ---------------------- | ------------------------- | --------------------------- | --------- | ------ |
| 2008 | Spirit of Independence | The Dillinger Escape Plan | Kerrang! Awards             | Laur      | [ 42 ] |
| 2010 | Best Live Band         | The Dillinger Escape Plan | Revolver Golden Gods Awards | Laur      | [ 43 ] |
| 2014 | Inspiration            | The Dillinger Escape Plan | Kerrang! Awards             | Laur      | [ 44 ] |
| 2014 | Best Live Band         | The Dillinger Escape Plan | Revolver Golden Gods Awards | Nominacja | [ 45 ] |